# شادمهان (دشتابي الغربي)
شادمهان (بالفارسية: شادمهان) هي قرية تقع في إيران في قسم دشتابي الغربي الريفي. يقدر عدد سكانها بـ 736 نسمة .